# Хагман, Софи
Софи́ Ха́гман (швед. Sophia "Sophie" Hagman, урождённая Anna Kristina "Stina" Hagman; 31 декабря 1758, Эскильстуна — 6 мая 1826, Стокгольм) — шведская балерина, известная своими длительными отношениями с принцем Швеции Фредриком Адольфом.

## Биография
Родилась 31 декабря 1758 года в Эскильстуне в многодетной семье плотника Питера Хагмана (Peter Hagman, ум. 1772) и его жены Элизабет Хедман (Elisabet Hedman, ум. 1767).
В 1762 году вся семья переехала в Стокгольм, где отец продолжил работать корабельным плотником. После его смерти, в 1772 году Софи была нанята для присмотра за детьми Луи Галлодье — французского танцовщика, работавшего в Швеции и ставшего первым балетмейстером Королевского балета. Затем Софи Хагман работала горничной у придворной дамы баронессы Шарлотты Мандерстрём, а позже служила у фрейлины Хедвиг Катарины Пипер. Работу у Хедвиг Пипер она прекратила, вступив в отношения с молодым торговцем и пивоваром, который поддерживал её финансово и оплачивал образование в швейной школе. Но после его внезапной смерти Софи была вынуждена окончить свое обучение на швею и её жизненные перспективы стали туманны.
В 1775 году Софи Хэгман получила место в шведском Королевском балете. По сообщениям современников, она не была выдающейся балериной и больше была известна своей внешностью, чем талантом. В 1778 году принц Фредрик Адольф заметил Софи во время одного из  выступлений и влюбился в неё. С 1779 года она не выступала на сцене; находилась в отношениях с Фредриком Адольфом по 1795 год. В феврале 1787 года у них родилась дочь София Фредрика (Sophia Fredrica), которая 20 февраля была крещена с «именем родителей». В 1795 году их отношения прекратились и каждый продолжил самостоятельную жизнь.
У Софи были кратковременные отношения с музыкантом Эдуардом дю Пуа, прекратившиеся после того, как дю Пуа уехал в Германию, куда последовала и Софи, чтобы продолжить их связь, но этого не получилось. В 1795 году во время своего пребывания в Копенгагене она познакомилась с Франсом Микаэлем Франсеном. В 1796 году она посетила Париж в поездке с военным, капитаном Карлом Кристианом Эренхоффом (Carl Christian Ehrenhoff, 1757—1824), за которую она собиралась выйти замуж в 1801 году, но эти планы так и не были реализованы.
Вернувшись в Стокгольм, Софи Хагман жила со своей сестрой — Элизабет Бьюрстрём (Elisabeth Bjurström, 1755—?), которая была вдовой офицера, и её детьми — племянниками Софи. Затем, выйдя на пенсию в 660 риксдалеров, с 1804 года она получала получила пенсию в 1000 риксдалеров от правительства Швеции и смогла арендовать в доме в Маленьком Китае с арендной платой в 400 риксдалеров.
Умерла 6 мая 1826 года в Стокгольме. По завещанию она передала свою собственность своим племянникам Бьюрстрём и своей подруге Жанетт Стенстрём (Jeanette Stenström).
Софи Хагман и её отношения с Фредриком Адольфом изображены в романе Morianen, eller Holstein-Gottorpiska Huset i Sverige шведского писателя Магнуса Якоба Крузенстолпе.